# Hans-Peter Klie

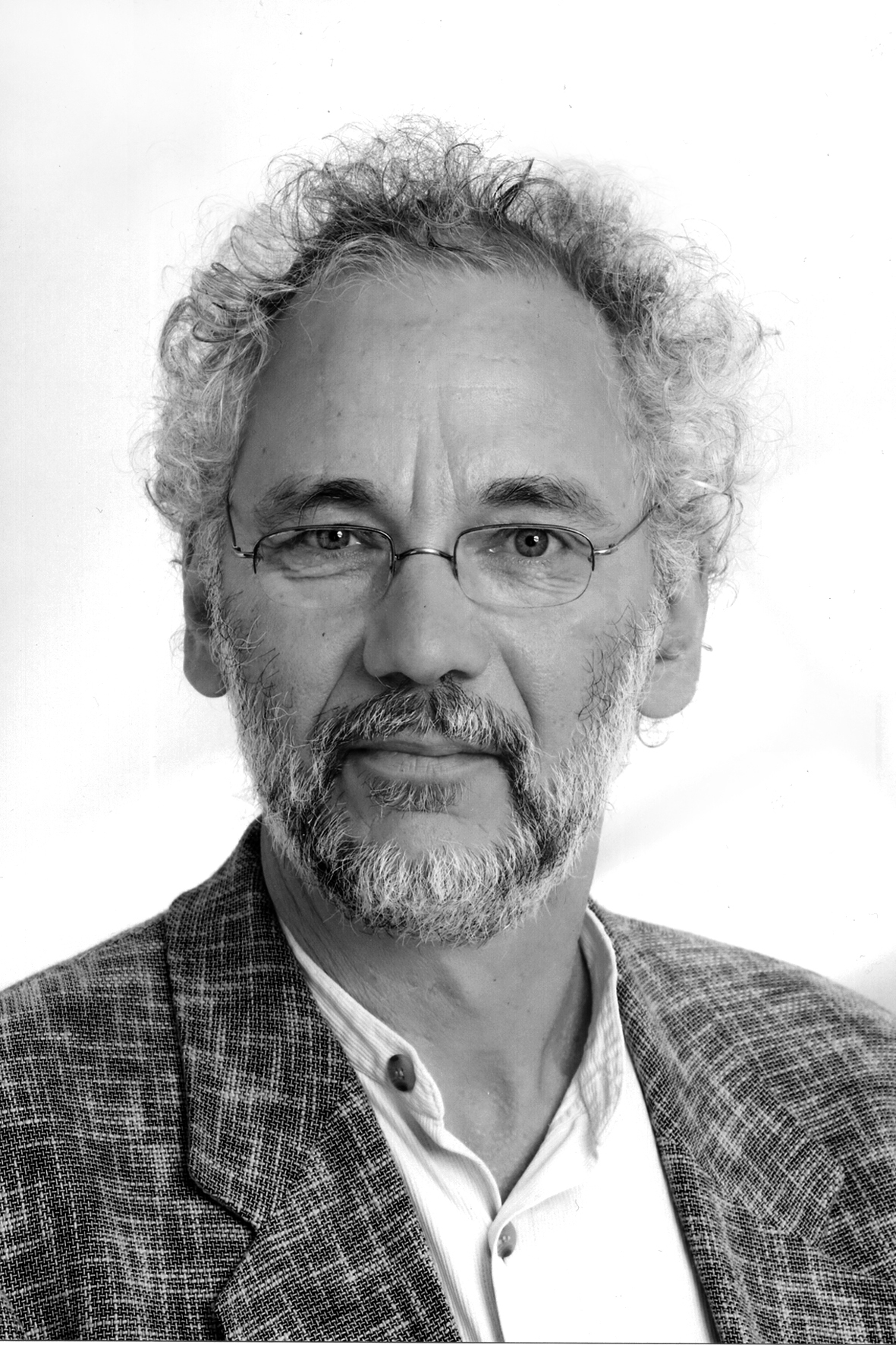
Porträt Hans-Peter Klie, 2016

Hans-Peter Klie (* 19. November 1956 in Göttingen) ist ein deutscher Maler, Fotograf, Konzept-, Medien- und Installationskünstler.

## Leben
Klie schloss sich im Alter von 14 Jahren dem Künstlerzirkel „Kreis 34“ unter der Leitung von Henry Hinsch an. Er studierte nach dem Abitur von 1976 bis 1982 Malerei an der Hochschule der Künste Berlin bei Herbert Kaufmann, ab 1981 als Meisterschüler. Er arbeitete mit verschiedenen Künstlergruppen zusammen. 1988 und 1989 reiste er auf Einladung der Karl-Hofer-Gesellschaft und des Goethe-Instituts mit einer Gruppe von Künstlern zu einem deutsch-kanadischen Künstleraustausch nach Montreal. Nach seiner Rückkehr gründete er 1989 zusammen mit dem Maler und Aktionskünstler Martin von Ostrowski die Gruppe „Der Kongreß“ (wechselnde Besetzung bis 1993).
Nach seiner Beschäftigung mit der Malerei und Drucktechniken wandte er sich zunehmend der Fotografie und raumbezogenen Installationen zu. 1992 erhielt er ein Arbeitsstipendium Bildende Kunst (Medium Fotografie) des Senats von Berlin. Die fotografische Sammlung der Berlinischen Galerie nahm ab 1993 Werke von ihm in ihre Sammlung auf.
2014 erwarb Klie das ehemalige Pfarrhaus in Kolochau (Brandenburg) und baute es 2015 zum Atelier und Archiv (Kunst&Archiv) aus, wo auch Ausstellungen stattfinden.

## Werk

### Malerei
Zunächst wurde Klie maßgeblich durch Paul Klee, das grafische Werk von Alfred Pohl und Horst Janssen beeinflusst. In seinem malerischen Werk kombinierte er die Collagetechnik und die Ölmalerei. Die Collagetechnik gab er 1980 auf. 1980 war er Gründungsmitglied der Künstlergruppe „Schwertfeger“ (mit Wolfgang Buchholz und Herbert Weber), der er bis 1983 angehörte, und die als Gruppe programmatisch die Leitbegriffe „Wahrnehmung“, „Assoziation“ und „Dingcharakter“ definierte - somit ein Zusammentreffen von wahrnehmungstheoretischen, dadaistisch-surrealen und gestaltpsychologischen Ideen postulierte. 

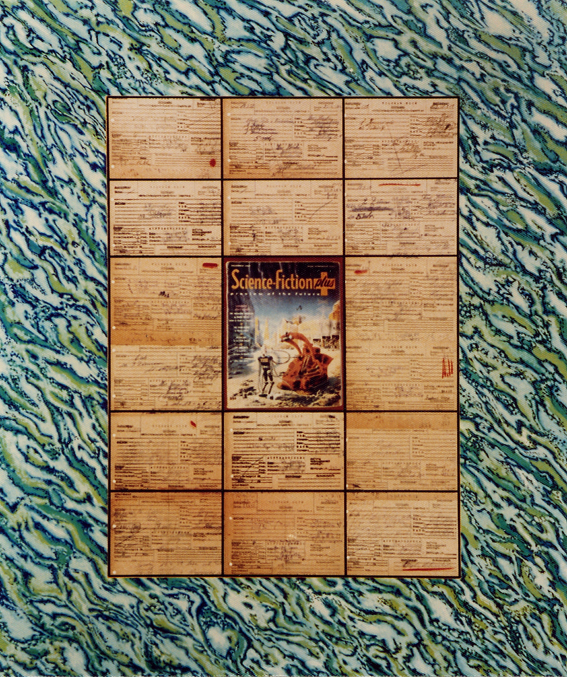
Science Fiction, 1979. Öl und Collage auf_Nessel

In den folgenden Jahren formte er seine künstlerische Position weiter aus, die in dieser Phase als „postmoderne Malerei“ bezeichnet werden kann. Diese postmoderne Anschauung stellte die Ideen von Freiheit, Originalität und Authentizität in Frage, setzte bewusst Zitate anderer Künstler ein und verband historische und zeitgenössische Stile, Materialien und Methoden sowie unterschiedliche Kunstgattungen miteinander. Für Klie von Bedeutung waren in den 1980er-Jahren vor allem die Grundgedanken der Kunsttheorie von René Magritte, die er aufnahm und im Sinne einer postmodernen Weiterentwicklung verfolgte.

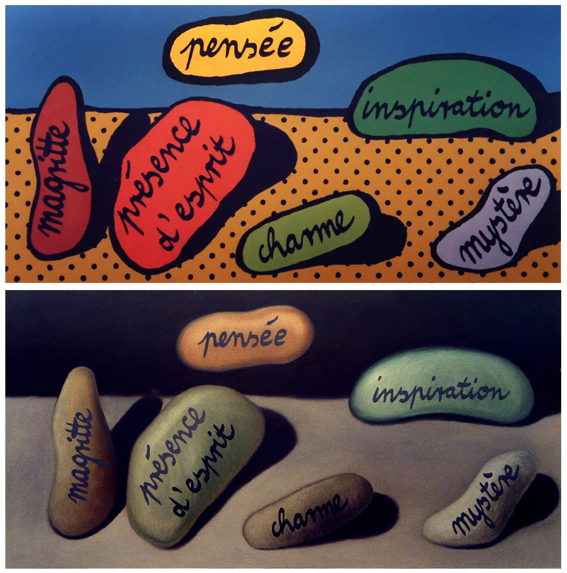
Die Kunsttheorie, 1985

Anliegen der von ihm mitbegründeten Künstlergruppe „Der Kongreß“ (wechselnde Besetzung bis 1993) war neben der Realisation von Ausstellungsprojekten, Aktionen im öffentlichen Raum (z. B. „Palast der Republik – Außenreinigung“) und Künstlerkongressen in Köln und Berlin die strömungsübergreifende Diskussion. Kern aller subversiven Aktionen und Aktivitäten der Gruppe war, das System der Kunst zu hinterfragen und zu reflektieren, so in der Postkarten-Aktion 1990: „Der Deutsche Künstlerbund ist aufgelöst!“

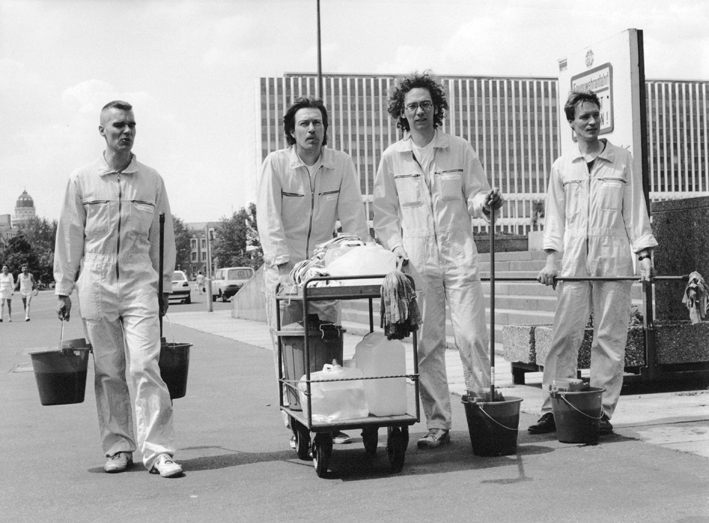
Aktion Außenreinigung des Palast der Republik, Berlin, 1992

### Konzeptuelle Fotografie
Zwischen 1997 und 2001 arbeitete er an der Werkgruppe „Amorphe Begriffe“, die ein wesentliches Kompendium seiner bisherigen Reflexionen von Bild und Sprache darstellte. Serielle Tableaus, geordnete, schautafelhaft-streng komponierte Fotografien wurden mit grafischen Strukturen, Wörtern, Buchstaben oder Zahlen kombiniert. Der Titel „Amorphe Begriffe“ bezieht sich – orientiert am Physiker Werner Heisenberg – auf ein Paradoxon: Je tiefer wir in die Materie hineinschauen, je mehr wir fixieren wollen, desto mehr verwischen die Elementarteilchen vor unserem Auge. „Verabschiedet man sich von der Vorstellung, dass Fotografie einen dokumentarisch-definierenden Wahrheitsgehalt hat, werden vorgeblich exakte Bildbegriffe amorph und verlieren ihre Dogmatik“, schrieb Klie zu seiner Ausstellung gleichen Titels (1998). 

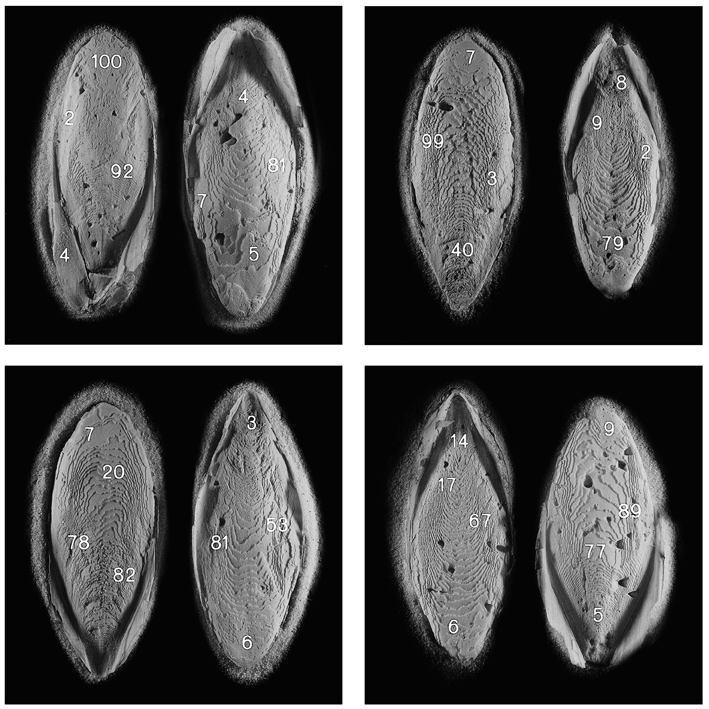
Amorphe Begriffe - os sepiae. 1998. Silbergelatineprints - 4 von 16 Teilen, je 35,5 × 35,5 cm

Die Beschäftigung mit Friedrich Nietzsche und Gottfried Wilhelm Leibniz fand 2001 in der Werkgruppe „Petites Perceptions“ seinen Niederschlag, einer Untersuchung über Wahrnehmung und Bewusstwerdung. Es erschien ein gleichnamiges Fotobuch.

### Straßen- und Stadtraum
Von 1998 bis 2006 kam es zu einer engen Zusammenarbeit mit dem Fotografen Gerhard Haug. Dem ersten Ausstellungsprojekt „Referenz“ folgten weitere Projekte. Die 2003 gegründete Gruppe „projektSTRAND.org“ plante bis 2006 fiktionale und reale Interventionen im Stadtraum und realisierte Aktionen, Projekte und Ausstellungen. Klie entwickelte hierzu 2004 seine erste Version der „Philosophie der Straße“, es war der Kurzfilm „Waiting for the miracle“, der als Trailer für eine Projektraum-Ausstellungsserie von „projectSTRAND.org“ entstand. Seine gleichnamige Ausstellung im Projektraum (Philosophie der Straße I – III) in der Potsdamer Straße vereinte Texte, Fotografien, Videofilme und Objektinstallationen. Als Quintessenz der Kunstinitiative „projectSTRAND.org“ erarbeiteten Haug und Klie die „Street_User_Interfaces“ (Bodenvitrinen im Straßenraum zu Vergangenheit, Gegenwart und Zukunft der Straße) als Beitrag zum Wettbewerb „Kunstinstallationen für die Potsdamer Straße“ (2005).
Parallel dazu arbeitete Klie auch an dem interkulturellen Ausstellungsprojekt „Infraestructura I–IV“, das ihn 2005/2006 auf Einladung des Goethe-Instituts, der Humboldt-Gesellschaft und des Internationalen Monats der Fotografie in Ecuador mit Ausstellungen nach Quito, Guayaquil und Cuenca führte. Das Zentrum der Ausstellung bildeten 40 computergenerierte Bilder („Cualidades, virtudes y vicios“ – Eigenschaften, Tugenden und Laster), die, kombiniert mit Begriffen, für Klie ein Kompendium der Widersprüche wirtschaftlich-materieller, kulturell-geistiger und menschlich-mentaler Gegebenheiten darstellten.

### Auseinandersetzung mit Philosophie
Eine intensive Auseinandersetzung mit dem Spätwerk Ludwig Wittgensteins (seit 2002, Wittgenstein-Trilogie 2003/2006) führte zu einer Zäsur, die ab 2007 seine Arbeiten prägte und den bisher eher rational-philosophischen Aspekten seiner Arbeit eine stärker „sprachspielend-poetische“ Dimension verlieh.

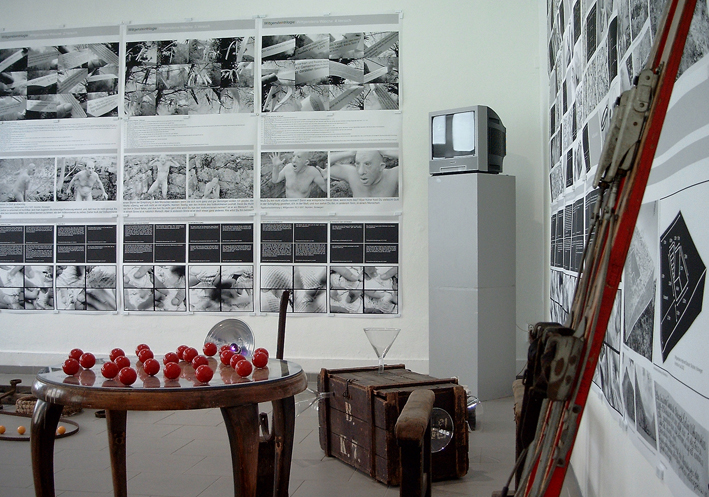
Wittgensteintrilogie, Multimedia-Installation, 2003

 Den Höhepunkt bildete die Ausstellung „Philo so und so phie“, 2006 zum internationalen Wittgenstein-Symposion in Passau.  Mit multimedialen Mitteln wurde eine akribische „Untersuchung“ durchgeführt: Wittgensteins Denken und sein Leben wurden in den „plastischen Simulationen 1–14“ scheinbar rekonstruiert und kommentiert, 14 Aspekte zeigten fiktive Situationen seines Lebens.
Die Beschäftigung mit der Philosophie führte des Weiteren zum Ausstellungsprojekt „Verstehen zu Verstehen“ (2014) im Nietzsche-Dokumentationszentrum in Naumburg, das er kuratierte und mit seiner Ausstellung „Wir Metaphysiker“ eröffnete. Das Thema griff er abermals in einer Ausstellung in Stuttgart auf, einige der dort ausgestellten Bild-Text-Plakate wurden Teil des Kompendiums „Nietzsche und die Lebenskunst“ (Metzler Verlag, Stuttgart 2017). Im selben Band erläuterte die Potsdamer Kunsthistorikerin Barbara Straka Klies Position zur Philosophie.

### Texte und Fotografien
Der paraphrasierende, poetische Dialog zwischen Texten und Fotografien wurde ab 2009 das wichtigste Merkmal eines noch andauernden Werkabschnitts, der vorwiegend in Form von Fotobüchern und zunehmend auch durch Videoarbeiten realisiert wird. 2014 waren zwei Arbeiten mit diesem Fokus in der Berlinischen Galerie zu sehen.

### Appropriationen
Die Appropriation, eine Aneignungspraxis, wurde seit den 1980er-Jahren in der Kunstwelt als Appropriation Art zu einer Gestaltungs- und Welthaltung. Vor diesem Hintergrund arbeitet Klie seit 2016 an Projekten, die sich mit der Konstruktion von Wirklichkeit beschäftigen. Er bezieht sich dabei unter anderem auf historische Phänomene, die in einen Bezug zur Gegenwart treten. „Wie die Bilder nichts wären“ war eine Reflexion über den Begriff der „historischen Wahrheit“ am Beispiel des „Luther-Hype“ im Martin-Luther-Jahr 2017. 

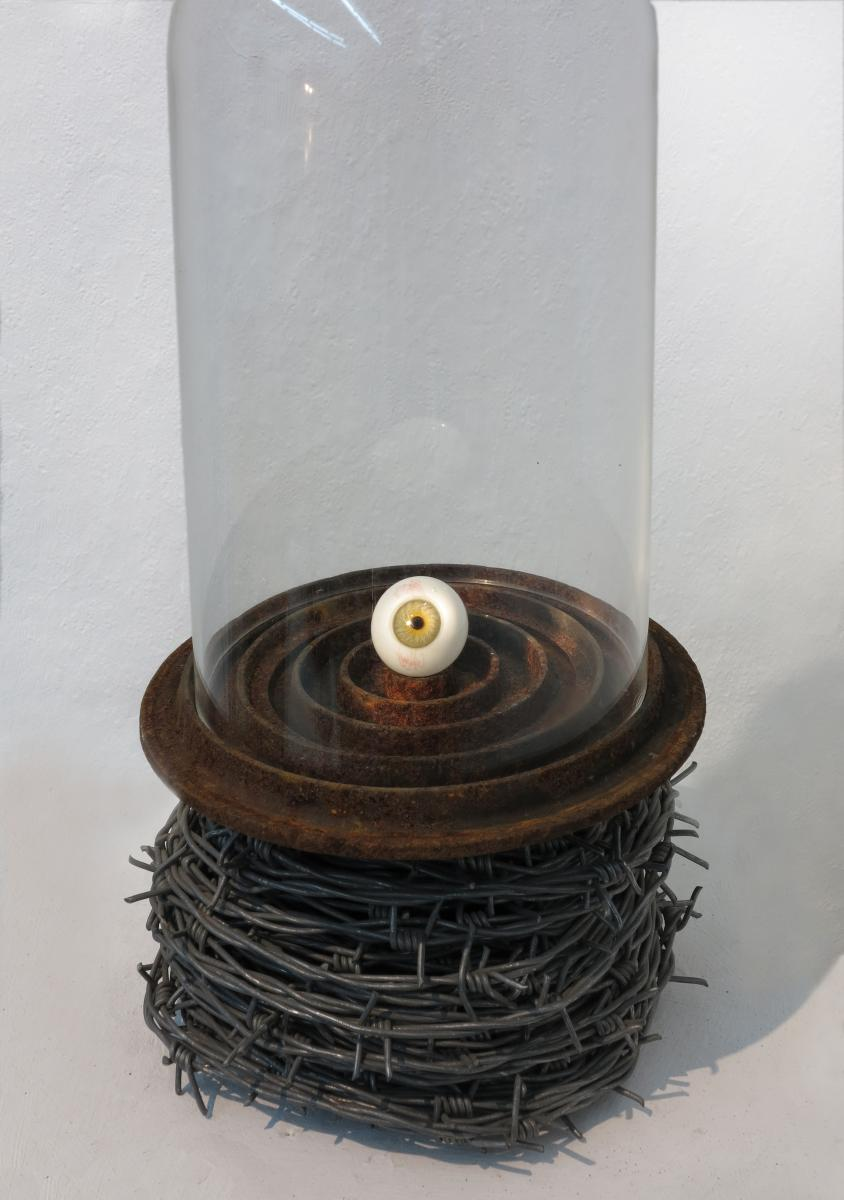
Luther: Wie die Bilder nichts wären, Objektassemblage, 2017

 Mit den Medien Text, Fotografie, Video-, Objekt- und Audioinstallation griff die zweiteilige multimediale Rauminstallation den Kampf zwischen Wort und Bild auf, der einen wesentlichen Teil der Reformation prägte. Auf gegenwärtige Praktiken der Weltwahrnehmung und -konstruktion bezog sich 2018 das Projekt „Philosophische Perspektiven“. Hier wurde mit Bezug auf die historische „Photographie de la pensèe“ um 1880/90 das Medium Fotografie für die Gegenwart als eine neue Art „Gedankenfotografie“ der Smartphone-Generation umgedeutet.

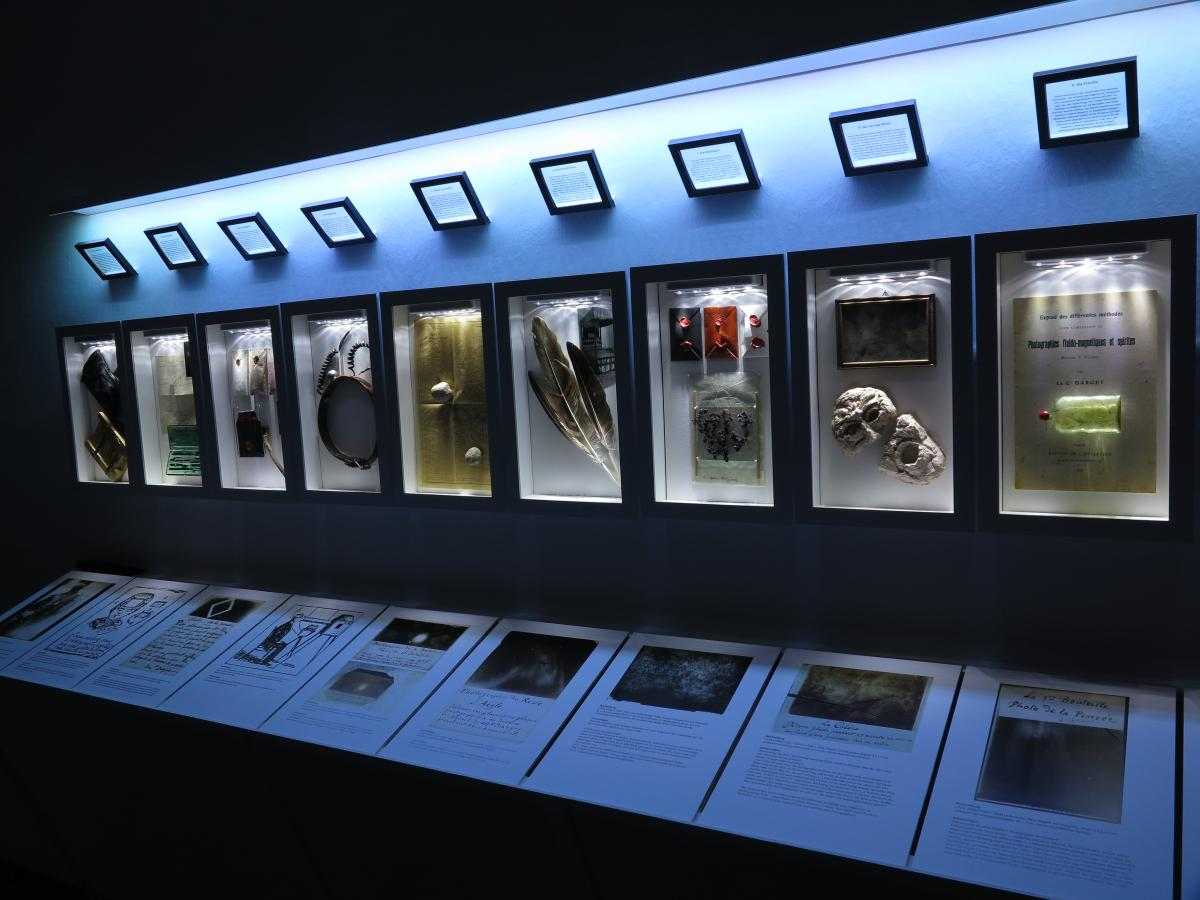
Gedankenfotografie, Rauminstallation, 2018

Diese Ansätze fanden sich auch wieder in der 2021er Ausstellung „und so unendlich weiter“, in der den Kosmos von Betrachtung, Bild und Medium künstlerisch und philosophisch „durchleuchtet“ und sichtbar machte, sowie 2023 in „Analog im Dialog“, in der er alte analoge Fotoarbeiten mit Texten zeigte, die 1995 in der Akademie der Künste Berlin entstanden waren.

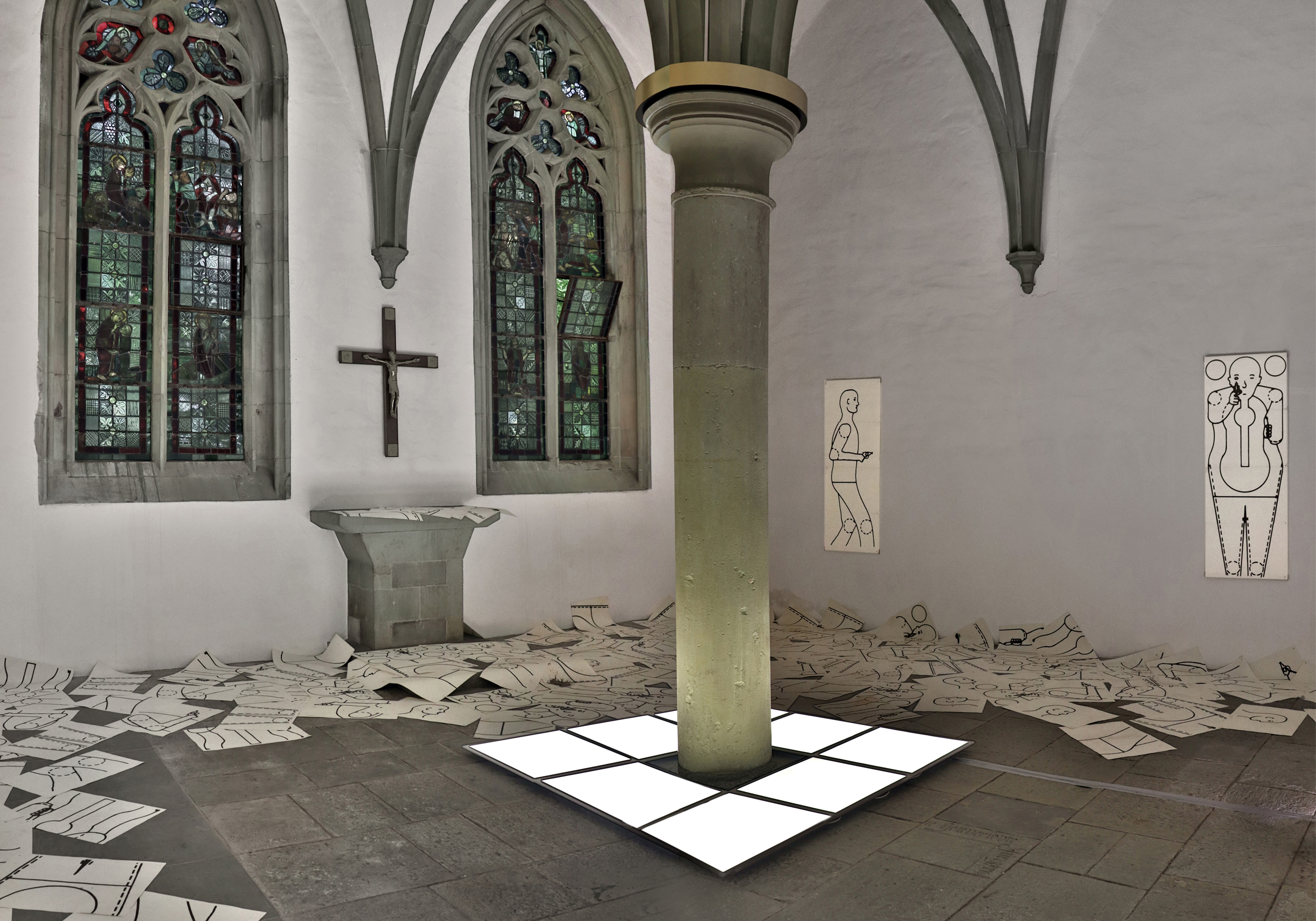
„30 Wanderer, fragmentiert“, Kulturkirche 2022 Soest

### Thema Klimawandel
Auch mit dem Thema Klimawandel setzte sich Klie auseinander und reflektierte 2022 die Klimakrise im Rahmen des Kunst-Philosophie und Ökologie-Projektes „futura*ars*vivendi“ unter dem Titel „ars*ego - die Kunst, ein Ich zu sein“. In der Künstlergruppe Non Plus Ultra vereinten sich im selben Jahr sieben Einzelpositionen, die sich mit zukünftig zu gestaltenden Lebens- und Denkräumen auseinandersetzten; sie suchten Weltzugänge, die sich von tradierten Fortschrittsvorstellungen befreien. 2024 stellte die Gruppe ein weiteres Mal im Kunstraum Potsdam aus.

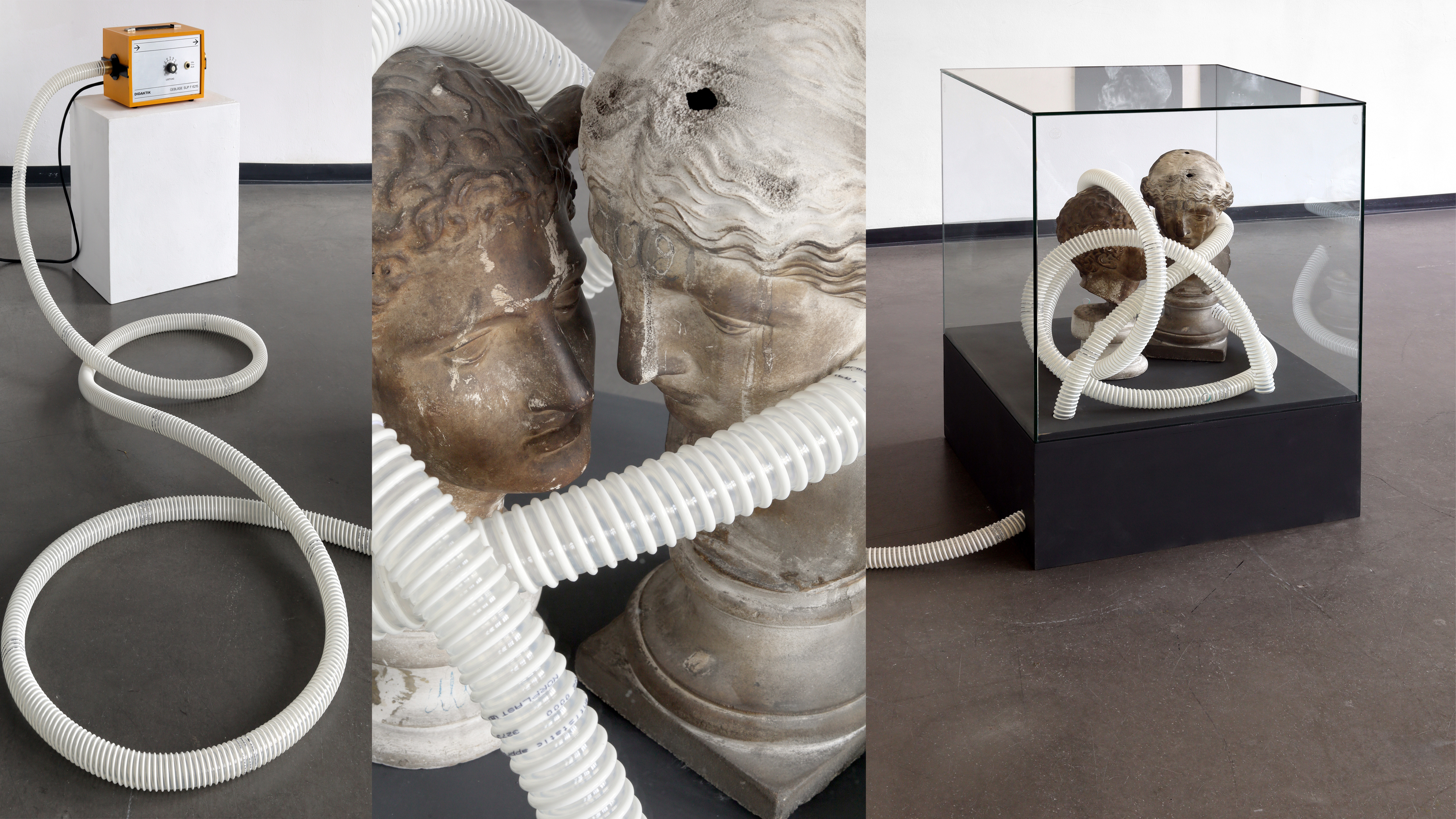
2024 Schlafende Hunde, Kunstgussmuseum Lauchhammer

## Ausstellungen und Projekte (Auswahl)
- 1990: Der Kongreß, Galerie des Deutschen Künstlerbundes, Berlin
- 1991: Leuchte im Pontifikalamt, Kunstverein Göttingen
- 1991: interferenzen-Kunst in Westberlin 1960–1990
- 1992: Palast der Republik: Außenreinigung, Der Kongreß, Aktion, Berlin
- 1992: Wir wollen eine Pflanze werden, Der Kongreß, Galerie Eigen + Art, Leipzig
- 1994: Belgischer Granit, Antwerpen, Brüssel und Berlin[17]
- 1994: Bild und Begriff, Fotogalerie Brotfabrik, Berlin
- 1997: Quadratur III, Haus am Kleistpark, Berlin
- 1999: Referenz II - Amorphe Begriffe, Kunstflur Spandau, Berlin
- 2000/01: Artistenmetaphysik – Friedrich Nietzsche in der Kunst der Nachmoderne, Haus am Waldsee, Berlin
- 2003: Überindividuell - Multimedia-Ausstellungsprojekt, Haus am Kleistpark, Berlin[18] (Gruppenausstellung)
- 2004: Die Schönheit der Analyse 1–10, Gruentec Environmental Services, Quito, Ecuador
- 2005/06: Infraestructura I–IV, Quito, Guayaquil und Cuenca, Ecuador
- 2006: philo so und so phie, Installationen und Fotoarbeiten 1995–2005, St.-Anna-Kapelle, Passau[19]
- 2006/07: Flic Flac, Kunst im 20. Jahrhundert, Berlinische Galerie, Berlin
- 2008: Hypermedia Wittgenstein, Projekt für das Haus Wittgenstein, Wien
- 2009: Zufall, Sinn und Zweck, Paris 2009, 88 Fotografien und ein Dialog
- 2011: „Berlin Blicke“ 20 Jahre Schöneberger Fotopreis, Haus am Kleistpark, Berlin[20] (Gruppenausstellung)
- 2012: Hineintreten in das Licht, Installation im Kiosk am Mühlehof mit Martin von Ostrowksi, Mühlacker[21]
- 2013: Sammlungspräsentation Kunst in Berlin 1945 bis heute, Berlinische Galerie
- 2014: Ontologie 15 Grad Onto Objekte, Galerie Schwartzsche Villa, Berlin
- 2014: Verstehen zu Verstehen: „Wir Metaphysiker“, Naumburg
- 2020: Remix Remake, fotografische Arbeiten der Jahre 1992–2002 in neuem Gewand, Kunst&Archiv, Kolochau[22]
- 2022: Non Plus Ultra,  Galerie im Stammelbach-Speicher, Hildesheim[23] (Gruppenausstellung)
- 2022: Europa Freiheit Grenzenlos? Hans-Peter Klie zeigt im Raum der Stille die Installation „30 Wanderer, fragmentiert.“, Kulturkirche Neu St. Thomä, Soest
- 2023: Analog im Dialog – Konzeptuelle Fotoarbeiten mit Texten: 40-teilige Serie Raum-Umwertung entstanden 1995 in der Berliner Akademie der Künste Kunst&Archiv, Kolochau
- 2024: Non Plus Ultra, (Gruppenausstellung) Kunstraum Potsdam[24]
- 2024: Im Ungrund, Kustoshaus Görlitz[25]
- 2024: Schlafende Hunde, Kunstgussmuseum Lauchhammer[26]

## Publikationen
- 2008: 40 Schritte , 40 Fotografien und 40 Kurzessays/Kurzgeschichten
- 2009: Flüchtige Gedanken, ein Mechanismus. (Propyleia) , 2009
- 2010: Texte und Fragmente aus 7 Jahren, 2004–2010 2010
- 2016: Nietzsche und die Lebenskunst, Das Kompendium enthält einige Arbeiten von Klie, in einem Kapitel erläutert die Potsdamer Kunsthistorikerin Barbara Straka Klies künstlerische Position zu Nietzsches Philosophie. Metzler Verlag, Stuttgart 2016, ISBN 978-3-476-02571-5[27]
- 2019: Stefan Majetschak: Wittgenstein und die Folgen , Im Kapitel „Wittgenstein und …“ geht Majetschak auf die Kunst von Klie ein. J.B. Metzler Verlag,  Stuttgart, 2019, ISBN 978-3-476-04934-6
- 2025: Barbara Straka: Nietzsche forever? Friedrich Nietzsches Transfigurationen in der zeitgenössischen Kunst, Schwabe Verlag, Basel, ISBN 978-3-7965-4652-5